# Monoblocco (ospedale)
L'ospedale monoblocco è una tipologia costruttiva adottata nel XX secolo nella progettazione degli ospedali.

## Descrizione

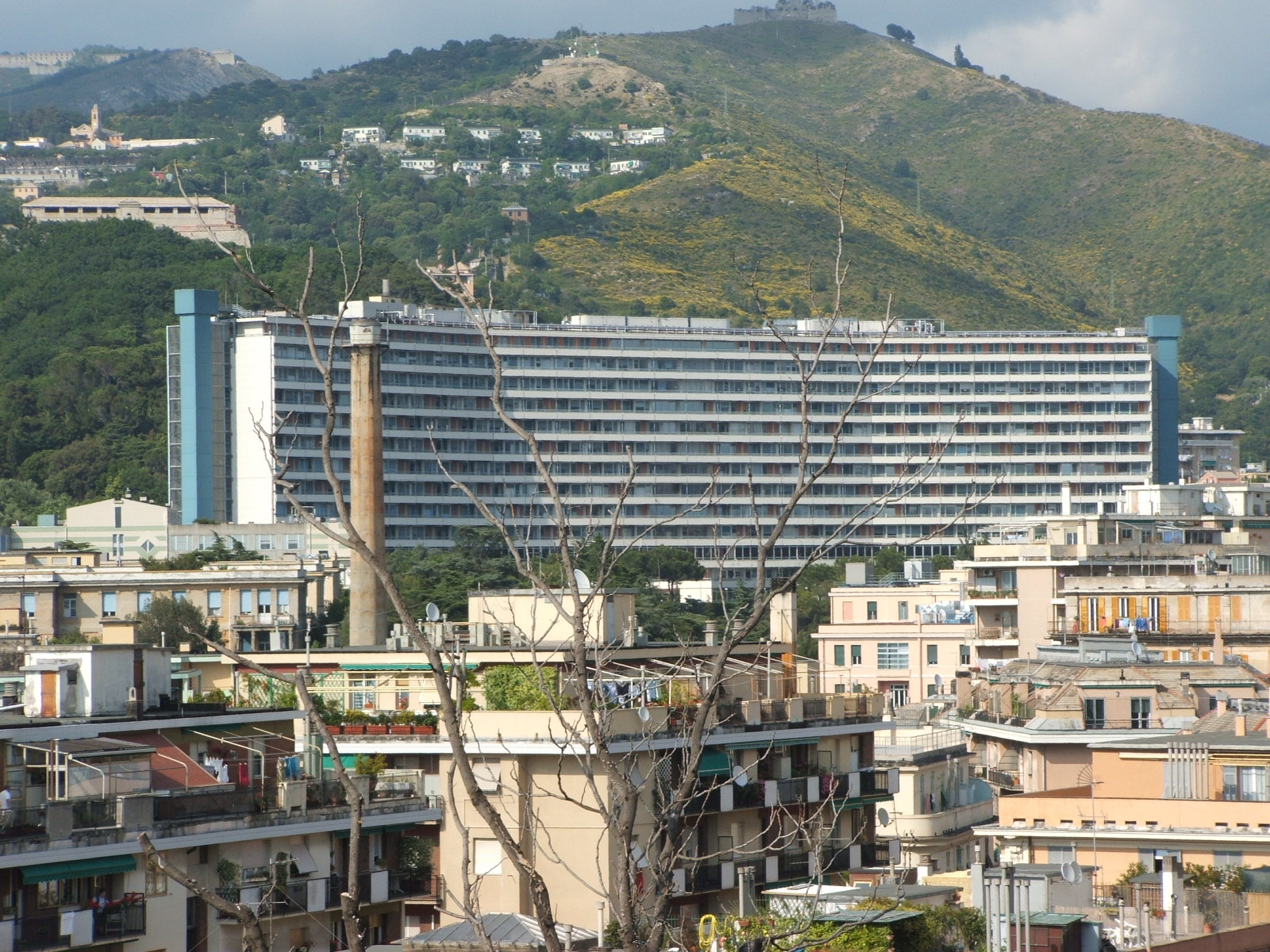
Padiglione monoblocco dell'Ospedale San Martino di Genova

Questa tipologia strutturale si differenzia dalla precedente struttura a padiglioni per il vantaggio della concentrazione spaziale. Ciascuna funzione, anziché essere posta in un padiglione separato dagli altri da spazi esterni, corrisponde tipicamente alla suddivisione dei vari piani.
I primi ospedali monoblocco nascono negli Stati Uniti nella prima metà del Novecento con l'esigenza di concentrare tutte le funzioni ospedaliere in un unico edificio, tipicamente situato in area urbana. In seguito, il modello si è diffuso anche nelle città europee. L'aggiunta successiva di diversi edifici separati (poliblocco) avvicina questa concezione a quella a padiglioni.

### Tipologie di monoblocco
A sua volta il monoblocco può essere:
- articolato (o poliblocco), esteso orizzontalmente su più edifici.
- a piastra, esteso verticalmente.

### Esempi notevoli
- Neues Klinikum, Aquisgrana